# Horcajo de Montemayor
Horcajo de Montemayor là một đô thị ở tỉnh Salamanca, phía tây Tây Ban Nha, cộng đồng tự trị Castile-Leon. Đô thị này có cự ly 90 kilômét so với thành phố tỉnh lỵ Salamanca và có dân số 193 người.

## Địa lý
Đô thị này có diện tích 29,98 km².
Đô thị này nằm ở khu vực có độ cao 738 mét trên mực nước biển.